# Eglhartinger Forst

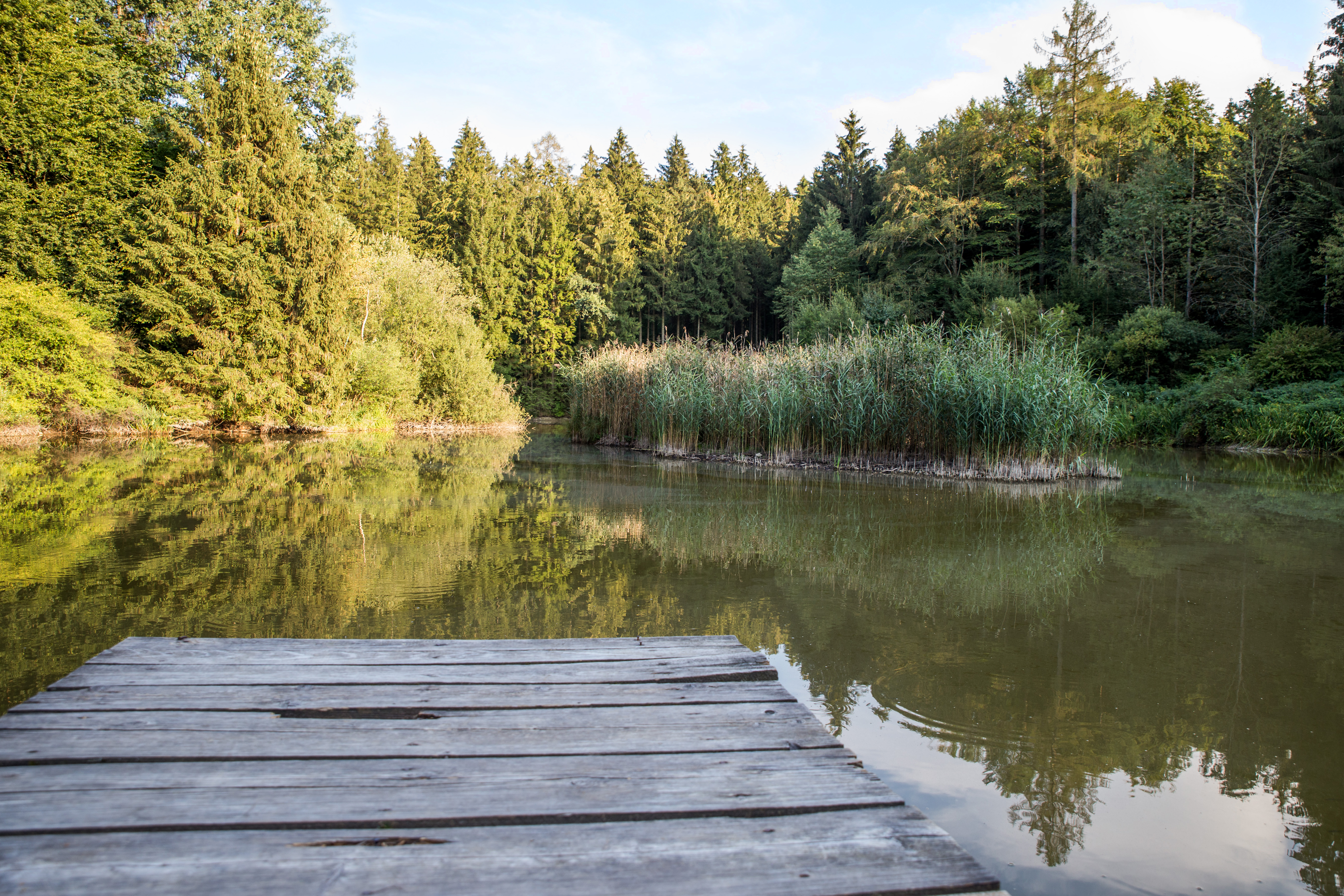
Der Antoni-Weiher im Eglhartinger Forst

Der Eglhartinger Forst ist ein 26,76 km² großes gemeindefreies Gebiet im oberbayrischen Landkreis Ebersberg. Der Name bezeichnet auch eine Gemarkung, die nahezu deckungsgleich mit dem gemeindefreien Gebiet ist und zusätzlich nur drei zu benachbarten Gemeinden gehörige kleine Exklaven mit einer Gesamtfläche von vier Hektar (0,04 km²) umfasst.

## Lage
Der Forst ist der südwestliche Teil des Naherholungsgebietes Ebersberger Forst. Im Süden grenzt die Gemeinde Kirchseeon an das Gebiet (8,18 km), im Westen an Zorneding (4,31 km), im äußersten Nordwesten über ein kurzes Stück an Vaterstetten (610 Meter), im Norden an den Anzinger Forst (eine gerade Linie von 7,04 km entlang des Purfinger-Geräumt), im Nordosten kurz an den Ebersberger Forst (1,14 km) sowie im Osten an die Stadt Ebersberg (3,20 km).
Im östlichen Bereich der Grenze zum Anzinger/Ebersberger Forst befindet sich das Forsthaus Sankt Hubertus (mit Biergarten), das als Exklave zum Stadtgebiet von Ebersberg gehört. Im Südosten bilden das ehemalige Forsthaus Diana (Köhlerei) und ein zugehöriges Flurstück (Parkplatz) zwei Exklaven der Gemeinde Kirchseeon. Diese zwei Exklaven sind nur durch den sechs Meter breiten Weg Reitöster-Geräumt voneinander getrennt.
Der Eglhartinger Forst hat eine gemeinsame Grenze von 630 Metern mit der Ebersberger Exklave sowie 305 und 518 Meter mit den Kirchseeoner Exklaven.
| Gemeinde oder gemeindefreies Gebiet | Lage                                       | Grenz- länge km |
| Kirchseeon                          | Süden                                      | 8,18            |
| Zorneding                           | Westen                                     | 4,31            |
| Vaterstetten                        | Nordwesten                                 | 0,61            |
| Anzinger Forst                      | Norden                                     | 7,04            |
| Ebersberger Forst                   | Nordosten                                  | 1,14            |
| Ebersberg                           | Osten                                      | 3,20            |
| Ebersberg                           | Forsthaus Hubertus (Enklave), Nordosten    | 0,63            |
| Kirchseeon                          | Forsthaus Diana (Enklave Gebäude), Süden   | 0,305           |
| Kirchseeon                          | Forsthaus Diana (Enklave Parkplatz), Süden | 0,518           |
| insgesamt                           |                                            | 25,93           |

## Größe und Flächennutzung
Der Eglhartinger Forst weist eine Gesamtfläche von 26,76 km² auf. Die Flächennutzung ist fast ausschließlich (98,8 %) forstwirtschaftlich. Nachstehend alle besetzten Flächenkategorien:
| Flächennutzung 31.12.2008       | Hektar  | Prozent |
| ------------------------------- | ------- | ------- |
| Wald                            | 2644,08 | 98,814  |
| Landwirtschaft                  | 19,83   | 0,741   |
| Straße, Weg, Platz              | 11,45   | 0,428   |
| Betriebsfläche (ohne Abbauland) | 0,42    | 0,016   |
| Gebäude- und Freifläche         | 0,03    | 0,001   |
| insgesamt                       | 2675,81 | 100,000 |

Obwohl die amtliche Statistik keine Gewässerfläche ausweist, ist auf dem Luftbild in der Abteilung 9 des Staatsforstdistriktes XI Eglsee ein etwa 500 Quadratmeter großer Weiher zu erkennen. Ebenso wenig ist der noch wesentlich größere Antoni-Weiher (Staatsforstdistrikt X Antonibrunnen, Abteilung 28) erfasst.

## Gliederung
Von den 15 Staatsforstdistrikten des gesamten Ebersberger Forstes liegen sechs in der Gemarkung Eglhartinger Forst. Die Staatsforstdistrikte werden weiter in zumeist quadratisch abgegrenzte gleich große, nummerierte Abteilungen gegliedert, mit einer Seitenlänge von 1500 bayerischen Fuß oder 438 Metern und einer Fläche von 19,1844 Hektar. Wo das Gebiet an benachbarte Gemeinden grenzt, sind die Abteilungen zumeist kleiner, da die Quadrate nicht vollständig innerhalb des Gebiets liegen.
- Staatsforstdistrikt X Antoni Brunnen (Antonibrunnen): 34 Abteilungen
- Staatsforstdistrikt XI Eglsee: 24 Abteilungen
- Staatsforstdistrikt XII Forst Eglharting: 30 Abteilungen
- Staatsforstdistrikt XIII Forst Pöring: 24 Abteilungen
- Staatsforstdistrikt XIV Einfang: 29 Abteilungen
- Staatsforstdistrikt XV Neukirchner Hölzl: 1 Abteilung

## Bemerkungen
Das Gebiet ist benannt nach der im Süden angrenzenden früheren Gemeinde Eglharting, die 1939 in Kirchseeon umbenannt wurde, bzw. nach dem zweitgrößten Ortsteil dieser Gemeinde, dem Kirchdorf Eglharting.
In einem Grabhügelfeld wurden Funde aus der Hallstattzeit geborgen.

## Verwaltung
Das Gebiet führt den Gemeindeschlüssel 09175453, und den Gemarkungsschlüssel 8784-0 (Gemarkungsteil 0). Es gibt noch zwei weitere kleine Gemarkungsteile der Gemarkung Eglhartinger Forst. Bei diesen handelt es sich um den südlichen Teil der Exklave Forsthaus Sankt Hubertus (Gemarkungsteil 1, zur Stadt Ebersberg, mit einer Fläche von 1,97 Hektar) sowie um die Exklaven beim früheren Forsthaus Diana (Gemarkungsteil 2, zur Gemeinde Kirchseeon, mit Flächen von 0,48 bzw. 1,64 Hektar).
- Amtsgericht: Ebersberg
- Finanzamt: Ebersberg
- Vermessungsamt: Ebersberg
- Forstamt: Ebersberg
- Standesamt: Kirchseeon